# 潘建伟
潘建伟（1970年3月11日—），男，汉族，浙江东阳人，中国物理学家，中国科学技术大学常务副校长、教授，中国科学院院士，现任九三学社中央副主席。多年从事量子信息领域的研究工作，并取得了一系列开创性的研究成果。

## 生平
潘建伟生于浙江省东阳市，1987年进入中国科学技术大学近代物理系读书，1992年毕业，获学士学位。1995年，在该校获硕士学位。1996年至1999年，潘赴奥地利留学，获维也纳大学博士学位。2005年，加入九三学社。
2013年12月，任中国科学技术大学副校长。2015年5月，任中国科学技术大学常务副校长。

## 社会兼职
2016年6月，当选中国科学技术协会副主席。
2018年1月，当选第十三届全国政协委员。
2021年1月22日，第八届欧美同学会（中国留学人员联谊会）第一次全国会员代表大会召开，大会选举其担任第八届理事会副会长。

## 学术贡献
2007年，潘建伟在世界上首次用光量子计算机实现大数分解量子秀尔演算法。2009年，他带领小组成功实现了世界上最远距离的量子态隐形传输（16公里），2012年將纪录推展到97公里。
2012年，潘建伟团队在合肥市建成了世界上首个规模化（46个节点）量子通信网络。
2016年，潘建伟任首席科学家的墨子号量子科学实验卫星成功发射，開展世界上首次卫星和地面之间的量子通信。2019年墨子號整體實驗設計獲美國科學促進會評選得克利夫蘭獎，但由於特朗普總統的對中政策嚴審中國科學家簽證，潘建伟簽證未過，故由他人代表領獎，克利夫蘭獎評選委員會主席傑里米表達抗議。
2017年，潘建伟团队构建了世界首台超越早期经典计算机（ENIAC）的光量子计算原型机。
2019年，潘建伟团队实现了20光子输入60模式干涉线路的玻色取样，其输出复杂度相当于48个量子比特的希尔伯特态空间，逼近了量子计算优越性。
2020年12月4日，潘建伟带领的团队成功构建76个光子的量子计算原型机“九章”，达成量子计算优越性。

## 奖项和荣誉
- 2011年，当选为中国科学院院士[18]。
- 2015年潘建伟和陆朝阳的多自由度量子傳態研究獲得英国物理学会2015年度十大科学突破榜首，譽為當年度世界最重大發現[19][20]。
- 2016年1月，潘建伟领衔的“多光子纠缠及干涉度量”项目获得2015年度国家自然科学奖一等奖。
- 获评为2016年感动中国年度人物。
- 2017年9月，获得2017年未来科学大奖物质科学奖。
- 2017年自然科學十人获奖者。
- 2018年12月，庆祝改革开放40周年大会上获得改革先锋称号，并进行了颁奖，[21]在此次颁奖中的称号为「量子信息研究的创新者」。
- 2024年5月16日，潘建伟当选英国皇家学会外籍院士[22]。
- 2024年6月20日，潘建伟被授予香港中文大学荣誉博士学位。